# Sự hoán đổi diệu kỳ
Leh Lub Salub Rarng (tiếng Thái: เล่ห์ลับสลับร่าง, tiếng Việt: Sự hoán đổi diệu kỳ) là bộ phim truyền hình Thái Lan phát sóng năm 2017 với sự tham gia của Nadech Kugimiya và Urassaya Sperbund. Phim phát sóng trên kênh Channel 3 (CH3) từ ngày 31 tháng 07 đến 04 tháng 09 năm 2017.

## Tóm tắt nội dung
Đội trưởng Ramin (Nadech Kugimiya) là một đội trưởng tài năng của đội đặc nhiệm. Là người đàn ông nam tính, mạnh mẽ, tài giỏi có bạn gái là Nok Yoong (Ice Preechaya) và Arkom (Tor Thanapob) là cấp dưới của anh. Petra Pawadee (Yaya Urassaya) là một diễn viên kiêm người mẫu nổi tiếng. Petra là một phụ nữ xinh đẹp thông minh không thích đàn ông vây quanh nịnh nọt mình. Cô đối xử tệ bạc với Noo Aem – quản lý riêng, tìm cách thay thế bằng Tomny, một cô gái có vẻ ngoài tomboy về làm quản lý mới. Chuyện hoán đổi linh hồn xảy ra trong một chương trình trình diễn trang sức kim cương mà Petra làm người mẫu và Ramin là người bảo vệ giúp Petra khỏi vụ cướp. Cả hai cùng bị rơi từ tòa nhà trưng bày xuống nhưng lại sống sót một cách kỳ diệu. Khi tỉnh lại thì Ramin và Petra bị hoán đổi linh hồn cho nhau. Họ bắt buộc phải tìm hiểu về cuộc sống của đối phương để tìm cách phối hợp đảm nhiệm vai trò của người kia trong khi tìm cách trở về cơ thể của mình. Arkom hiểu nhầm Ramin giả vờ thành người lưỡng tính để tránh kết hôn. Nok Yoong suy sụp phải vào bệnh viện, Arkom chăm sóc Nok Yoong và cả hai bắt đầu cảm mến nhau. Ramin trong thân xác của Petra đã phát hiện ra kẻ chủ mưu đứng sau vụ đánh cắp vương miện. Trong quá trình điều tra phá án, Ramin và Petra càng ngày càng thân thiết với nhau, dần dần họ phát hiện ra tình cảm cho nhau. Trong trận vây bắt tội phạm Petra bị thương hai người hoán đổi lại thân xác. Cuối cùng, cả hai người quyết định kết hôn với nhau. Nhưng chưa kịp kết hôn thì xảy ra chuyện có vụ cướp kim cương. Tên cướp đã bắt Petra làm con tin. Ramin cứu giúp và cả hai bị tai nạn, thân xác lại hoán chuyển lần nữa. Trải qua bao nhiêu chuyện, cả hai người cũng đến được với nhau. Nhưng đến ngày sinh nở, Ramin trong thân xác Petra đau đớn và bất tỉnh trong phòng sinh, còn Petra cũng ngất đi. Hai linh hồn lại hoán chuyển lần nữa quay về thân xác ban đầu.

## Diễn viên
| Diễn viên                      | Vai                  |
| ------------------------------ | -------------------- |
| Nadech Kugimiya                | Ramin Toongpraplerng |
| Urassaya Sperbund              | Petra Pawadee        |
| Thanapob Leeratanakajorn       | Arkom / "Kom"        |
| Thanatchapan Booranachewaailai | Jae Aum              |
| Premmanat Suwannanon           | Richard Adisorn      |
| Preechaya Pongthananikorn      | Nok Yoong            |
| Daraneenuch Pohpiti            | Tormanee             |
| Seneetunti Wiragarn            | Ajala                |
| Seo Ji Yeon                    | Ji Eun               |
| Sumonthip Leungutai            | Sitala               |
| Schiller Kirk                  | Seer                 |
| Nithichai Yotamornsunthorn     | Athit Aniruth        |
| Premmanat Suwannanon           | -                    |
| Rachanee Siralert              | Lady Puangkram       |
| Sommart Praihirun              | -                    |
| Oak Keerati                    | -                    |
| Thitinun Suwansuk              | -                    |
| Ruengrit Wisamol               | -                    |
| Dan Chupong                    | -                    |
| San Eittisukkhanan             | -                    |
| Wichai Jongpasitkhun           | -                    |
| Bryon                          | -                    |

## Rating
Chữ màu xanh thể hiện rating thấp nhất, chữ màu đỏ thể hiện rating cao nhất.
| Tập        | Ngày phát sóng | Quốc gia |
| ---------- | -------------- | -------- |
| 1          | 31-7-2017      | 3.36     |
| 2          | 1-8-2017       | 2.95     |
| 3          | 7-8-2017       | 2.82     |
| 4          | 8-8-2017       | 3.48     |
| 5          | 14-8-2017      | 3.10     |
| 6          | 15-8-2017      | 3.28     |
| 7          | 21-8-2017      | 3.14     |
| 8          | 22-8-2017      | 3.60     |
| 9          | 28-8-2017      | 4.23     |
| 10         | 4-9-2017       | 4.54     |
| Trung bình | Trung bình     | 3.45     |

## Phiên bản trước
- Bộ phim này từng có bản gốc vào năm 2003 chiếu trên CH3 với sự tham gia của hai diễn viên Dom Hetrakul và Khemupsorn Sirisukha.

## Nhạc phim
- ละล้ายละลาย / La Lai Lalai Thể hiện bởi: Christina Aguilar
- รักก็คือรัก / Ruk Gor Keu Ruk (Yêu Là Yêu Thôi) Thể hiện bởi: Singto Numchok
- I Honestly Love you Thể hiện bởi: Nasser (GMA Philippines)

## Phát sóng quốc tế
- Tại Philippines, phim được phát sóng trên kênh GMA từ ngày 10/10/2018 đến 22/11/2018 với tựa đề Switch, kỷ niệm 15 năm của GMA The Heart of Asia. Đây là bộ phim Thái thứ ba chiếu tại Philippines.[2]
- Tại Malaysia, phim được phát sóng trên kênh TV3.[3]